# Casa del Llibre
La Casa del Llibre (castellà: Casa del Libro) és una de les cadenes de llibreries més destacades d'Espanya. Actualment, disposa d'una cinquantena d'ubicacions al territori.
La seva primera llibreria va ser creada per Nicolás María de Urgoiti, ubicada en un solar de la Gran Via de Madrid adquirit per l'Editorial Calpe el 1919. Les obres d'arranjament de l'establiment van ser planificades per l'arquitecte José Yarnoz Larrosa i executades del 1920 fins al 1923. Així, el 15 d'abril del 1923 va obrir sota el nom d'El Palacio del Libro, malgrat que aquell mateix any canviaria a la denominació actual. En una aposta per la compra impulsiva, va ser la primera llibreria a permetre de tocar directament els llibres sense haver de sol·licitar-los al taulell. Va ser adquirida pel Grupo Planeta el 1992.
El 1995, van estrenar el servei de venda en línia. El 1999 va començar un pla d'expansió en què van passar de les quatre llibreries originals a gairebé quaranta de locals a les principals ciutats d'Espanya. Aquests nous establiments o bé superaven els 600 metres quadrats, situats al centre de les ciutats, o bé tenien dimensions menors en cas d'estar ubicats en centres comercials. A la dècada del 2020, va inaugurar botigues a Palma, Mataró i Marbella, entre d'altres.
El 2009 hi pertanyien 14 comerços. El nombre va créixer fins a arribar a 36 el 2017 i 54 el 2023. Hi va contribuir la compra de les llibreries de la cadena Bertrand el 2011.
El maig del 2017 va ser integrada dins de l'editorial Espasa. El 2018, la Casa del Llibre va passar a ser dirigida per Javier Arrévola. El 2019, va facturar 125 milions d'euros.